# Sovere
Sovere – miejscowość i gmina we Włoszech, w regionie Lombardia, w prowincji Bergamo.
Według danych na styczeń 2009 gminę zamieszkiwało 5495 osób przy gęstości zaludnienia 308,9 os./1 km².